# Zona de Granjas
Zona de Granjas, o también llamado Granjas Mica (Margen Izquierdo Canal Alto), es un ejido del municipio de Cajeme ubicado en el sur del estado mexicano de Sonora, en la zona del valle del Yaqui. Según los datos del Censo de Población y Vivienda realizado en 2020 por el Instituto Nacional de Estadística y Geografía (INEGI), Zona de Granjas (Granjas Mica) tiene un total de 508 habitantes.

## Geografía
Zona de Granjas se sitúa en las coordenadas geográficas 27°32'17" de latitud norte y 109°51'58" de longitud oeste del meridiano de Greenwich, a una elevación de 68 metros sobre el nivel del mar.